# 1998 en journalisme
Cet article présente les faits marquants de l'année 1998 en journalisme.

## Évènements
- Création du quotidien Le Temps[1].